# Roger Heywood
Roger Heywood (4 tháng 5 năm 1909 – 1985) là một cầu thủ bóng đá người Anh thi đấu ở Football League cho Leicester City.